# Eshwaranagara, Chitradurga
Eshwaranagara là một làng thuộc tehsil Chitradurga, huyện Chitradurga, bang Karnataka, Ấn Độ.